# Меморіальна церква кайзера Вільгельма
Меморіальна церква кайзера Вільгельма (нім. Kaiser-Wilhelm-Gedächtniskirche, скорочено Меморіальна церква) — протестантська меморіальна церква кайзера Вільгельма. Часто називають її Порожній зуб (Hohler Zahn) або KWG. Стоїть на площі Брайтшайда між бульваром Курфюрстендамм (Kurfürstendamm), вулицею Таунціна (Tauentzienstraße), Будапештською вулицею (Budapester Straße) в районі Берліна Шарлоттенбург.

## Історія

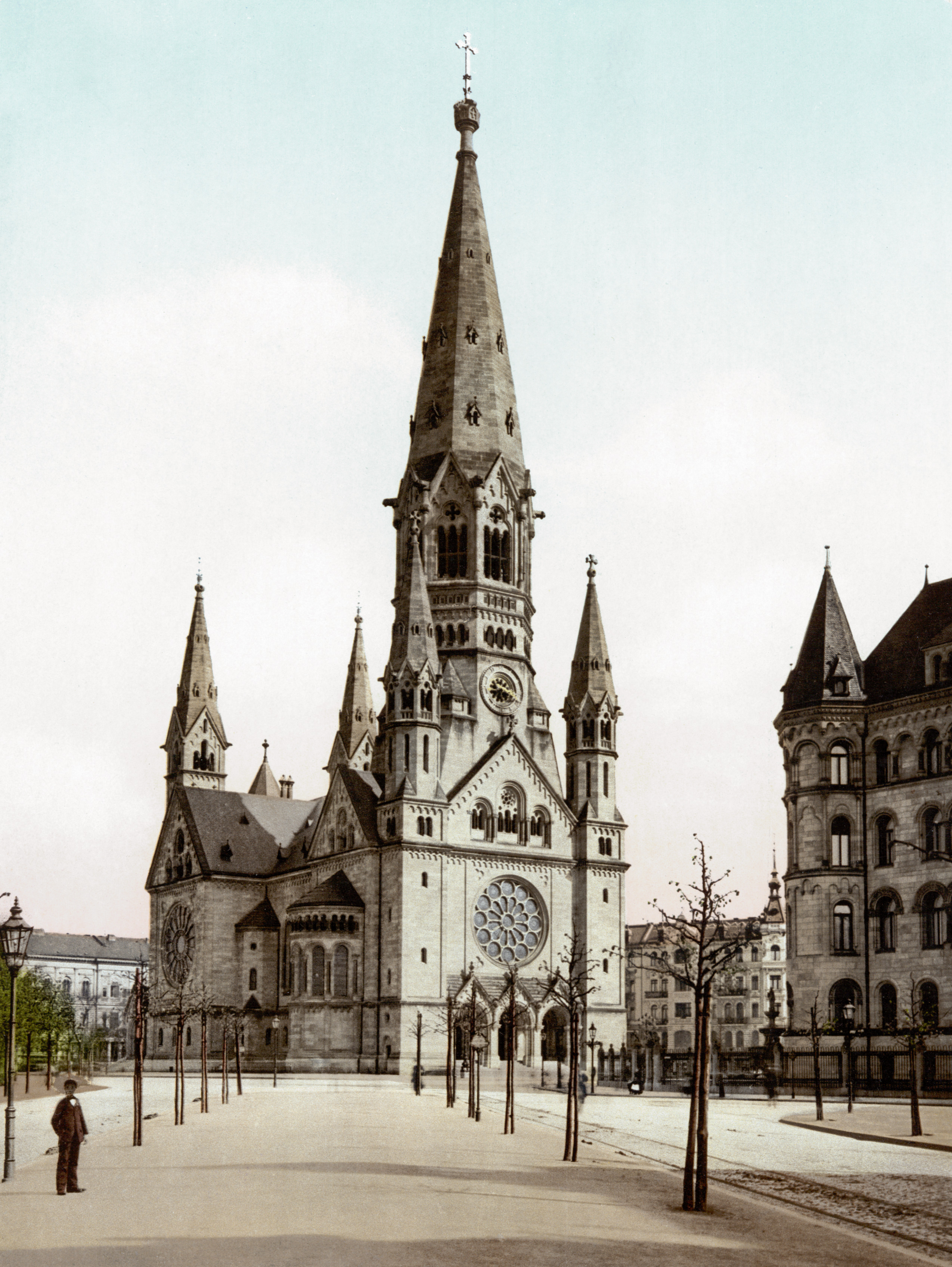
Меморіальна церква
(приблизно 1900 р.)

Побудову церкви замовив імператор Вільгельм II на честь свого діда Вільгельма I. Перший камінь будівлі був закладений 22 березня 1891 року. Меморіальна церква була споруджена за проектом архітектора Франца Швехтена в 1891—1895 роках. Церква в рейнському  неороманському стилі мала значні розміри і довгий час вона була найвищою церквою Берліна. Увінчана шпилем висотою 113 метрів, вона могла вмістити 2000 осіб. Всередині церкву прикрашали 2740 м² мозаїки, які розповідали про життя і роботу імператора Вільгельма І. Церква була освячена 1 вересня 1895 року.
Під час повітряного бомбардування 23 листопада 1943 року церква зазнала значних руйнувань. Від церкви залишився ґанок входу, стіна апсиди, задня вежа та руїни високої вежі, яку тепер називають «Порожній зуб» і яка тепер має 63 метри висоти.

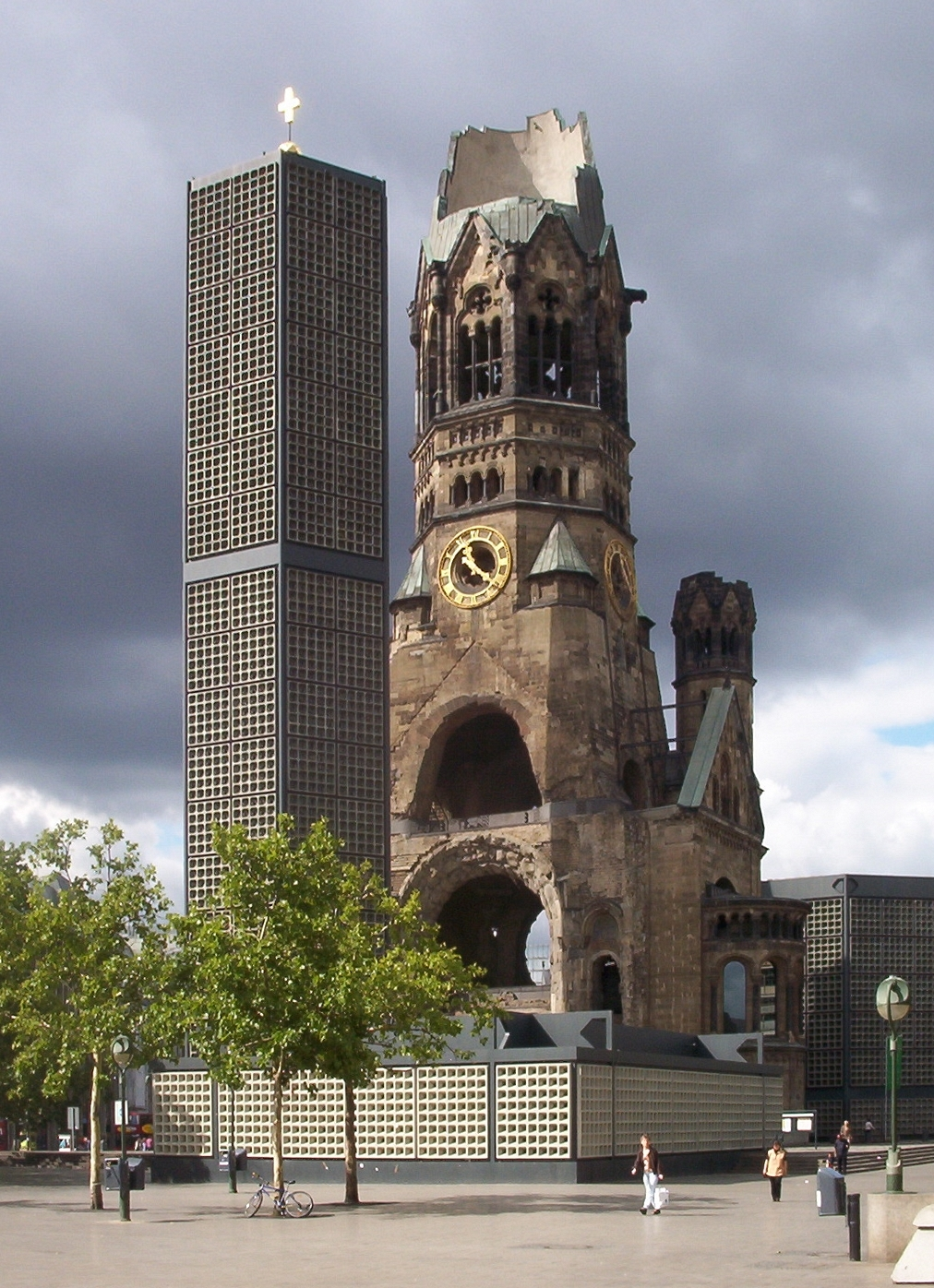

Коли після війни виник план побудувати на місці зруйнованої церкви нову будівлю — одна з численних берлінських газет отримала більше ніж 47 тисяч гнівних листів протесту. Голос громади був почутий і руїни колись 68-метрової вежі були збережені на спеціально сконструйованій платформі. Навколо руїн архітектор Егон Аєрман створив нові деталі будівлі.